# The Squaire

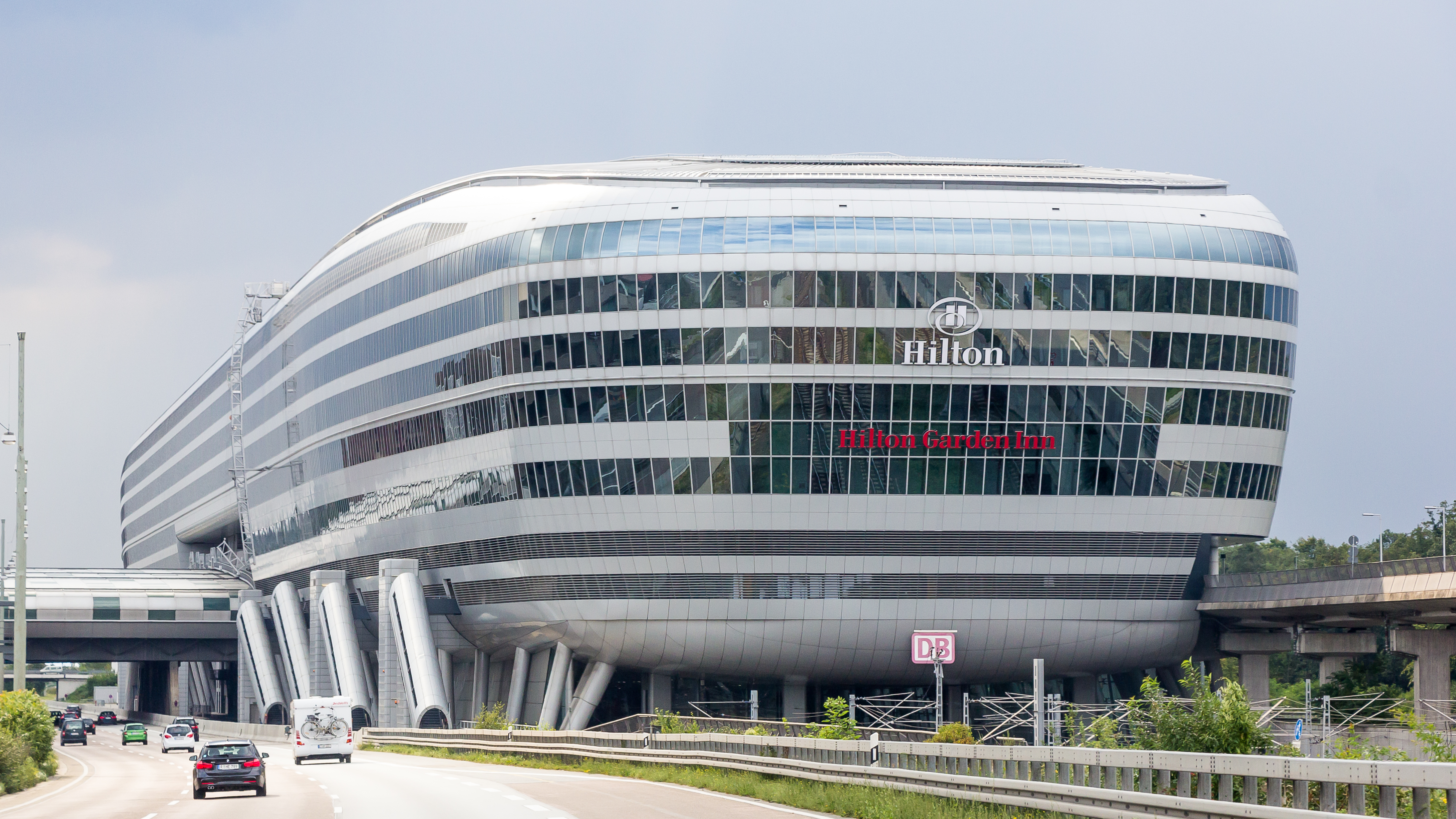
The Squaire

The Squaire, een porte-manteauwoord van de Engelse woorden square en air, voorheen ook bekend als Airrail Center Frankfurt, is de naam van een kantoorgebouw boven het spoorwegstation van de luchthaven Frankfurt am Main. Het gebouw ligt vlak bij de luchthaven van Frankfurt.
Het negen verdiepingen tellende gebouw, met een lengte van 660 meter en een hoogte van 45 meter, is over het station heen gebouwd om extra ruimte te creëren voor kantoren, hotels en winkelcentra. Het gebouw is rechtstreeks verbonden met Terminal 1 en het station. De eerste steen werd gelegd op 1 maart 2007 en in 2011 werden de bouwwerkzaamheden voltooid.